# 鄂木斯克客运站
鄂木斯克站（羅馬化：Stantsia Omsk-Passazhirskiy）位于鄂木斯克州首府鄂木斯克，是鄂木斯克的主要铁路客运站，距莫斯科雅罗斯拉夫尔站2710公里。本站1896年投入使用。

## 路线
- 西伯利亚铁路

## 列车
- 1（2）次列车（俄罗斯号）：莫斯科 - 海参崴 - 平壤
- 3（4）次列车：莫斯科 - 北京
- 5（6）次列车：莫斯科 - 乌兰巴托
- 11（12）次列车：鄂木斯克 - 车里雅宾斯克
- 13（14）次列车（新库兹涅茨克号）：新库兹涅茨克 - 圣彼得堡
- 19（20）次列车（东方号）：莫斯科 - 北京
- 29（30）次列车（库兹巴斯号）：莫斯科 - 克麦罗沃
- 37（38）次列车（托米奇号）：莫斯科 - 托木斯克
- 55（56）次列车（叶尼塞号）：莫斯科 - 克拉斯诺亚尔斯克
- 57（58）次列车：伊尔库茨克 - 基斯洛沃茨克
- 59（60）次列车：新库兹涅茨克 - 基斯洛沃茨克
- 61（62）次列车：莫斯科 - 海参崴
- 63（64）次列车：新西伯利亚 - 明斯克
- 67（68）次列车（萨彦号）：莫斯科 - 阿巴坎
- 69（70）次列车：莫斯科 - 赤塔
- 75（76）次列车：莫斯科 - 涅留恩格里
- 77（78）次列车：新西伯利亚 - 涅留恩格里
- 81（82）次列车：莫斯科 - 乌兰乌德
- 87（88）次列车（额尔齐斯号）：鄂木斯克 - 新西伯利亚
- 91（92）次列车：莫斯科 - 北贝加尔斯克
- 97（98）次列车：基斯洛沃茨克 - 滕达
- 103（104）次列车：新西伯利亚 - 布列斯特
- 117（118）次列车：莫斯科 - 新库兹涅茨克
- 123（124）次列车：别尔哥罗德 - 新西伯利亚
- 125（126）次列车：新西伯利亚 - 新乌连戈伊
- 127（128）次列车：索契 - 克拉斯诺亚尔斯克
- 129（130）次列车：克拉斯诺亚尔斯克 - 阿纳帕
- 133（134）次列车：阿纳帕 - 托木斯克
- 139（140）次列车：索契 - 新库兹涅茨克
- 147（148）次列车：鄂木斯克 - 新西伯利亚